# Gran Premio Bruno Beghelli 2018
La 23.ª edición de la clásica ciclista Gran Premio Bruno Beghelli fue una carrera en Italia que se celebró el 7 de octubre de 2018 sobre un recorrido de 196,3 kilómetros con inicio y final en el municipio de Monteveglio.
La carrera formó parte del UCI Europe Tour 2018, dentro de la categoría 1.HC, y fue ganada por el neerlandés Bauke Mollema del Trek-Segafredo. El español Carlos Barbero del Movistar y el italiano Manuel Belletti del Androni Giocattoli-Sidermec completaron el podio como segundo y tercer clasificado respectivamente.

## Equipos participantes
Tomaron parte en la carrera 24 equipos: 12 de categoría UCI WorldTeam; 7 de categoría Profesional Continental; 4 de categoría Continental y la selección nacional de Italia. Formando así un pelotón de 166 ciclistas de los que acabaron 130. Los equipos participantes fueron:
| WorldTeams (12)- Groupama-FDJ - Sky - Bahrain-Merida - UAE Team Emirates - Trek-Segafredo - EF Education First-Drapac p/b Cannondale - AG2R La Mondiale - Lotto NL-Jumbo - Movistar Team - Astana - Mitchelton-Scott - Dimension Data Equipos continentales profesionales (7)- Bardiani CSF - Androni Giocattoli-Sidermec - Caja Rural-Seguros RGA - Wilier Triestina-Selle Italia - Nippo-Vini Fantini-Europa Ovini - Gazprom-RusVelo - Israel Cycling Academy Equipos continentales (4)- Amore & Vita-Prodir - MsTina-Focus - Sangemini-MG.Kvis - Biesse Carrera Gavardo Equipo nacional- Italia |
| |

## Clasificación final
- Las clasificaciones finalizaron de la siguiente forma:[3]

| \| Clasificación general \| Clasificación general \| Clasificación general \| Clasificación general \| Clasificación general \| \| Ciclista \| Ciclista \| Equipo \| Tiempo \| \| \| --------------------- \| --------------------- \| ------------------------------- \| --------------------- \| --------------------- \| \| 1.º \| Bauke Mollema \| Trek-Segafredo \| 4 h 24 min 45 s \| \| \| 2.º \| Carlos Barbero \| Movistar Team \| + 6 s \| \| \| 3.º \| Manuel Belletti \| Androni Giocattoli-Sidermec \| + 6 s \| \| \| 4.º \| Juanjo Lobato \| Nippo-Vini Fantini-Europa Ovini \| + 6 s \| \| \| 5.º \| Riccardo Minali \| Astana \| + 6 s \| \| \| 6.º \| Matteo Trentin \| Mitchelton-Scott \| + 6 s \| \| \| 7.º \| Leonardo Basso \| Team Sky \| + 6 s \| \| \| 8.º \| Matthieu Ladagnous \| Groupama-FDJ \| + 6 s \| \| \| 9.º \| Koen Bouwman \| LottoNL-Jumbo \| + 6 s \| \| \| 10.º \| Kristian Sbaragli \| Israel Cycling Academy \| + 6 s \| \| |                    |                                 |                 |
| |                    |                                 |                 |
| Fuente: ProCyclingStats |                    |                                 |                 |
| Clasificación general |                    |                                 |                 |
| Ciclista | Ciclista           | Equipo                          | Tiempo          |
| 1.º | Bauke Mollema      | Trek-Segafredo                  | 4 h 24 min 45 s |
| 2.º | Carlos Barbero     | Movistar Team                   | + 6 s           |
| 3.º | Manuel Belletti    | Androni Giocattoli-Sidermec     | + 6 s           |
| 4.º | Juanjo Lobato      | Nippo-Vini Fantini-Europa Ovini | + 6 s           |
| 5.º | Riccardo Minali    | Astana                          | + 6 s           |
| 6.º | Matteo Trentin     | Mitchelton-Scott                | + 6 s           |
| 7.º | Leonardo Basso     | Team Sky                        | + 6 s           |
| 8.º | Matthieu Ladagnous | Groupama-FDJ                    | + 6 s           |
| 9.º | Koen Bouwman       | LottoNL-Jumbo                   | + 6 s           |
| 10.º | Kristian Sbaragli  | Israel Cycling Academy          | + 6 s           |

## UCI World Ranking
El Gran Premio Bruno Beghelli otorga puntos para el UCI Europe Tour 2018 y el UCI World Ranking, este último para corredores de los equipos en las categorías UCI WorldTeam, Profesional Continental y Equipos Continentales. La siguiente tabla muestra el baremo de puntuación y los 10 corredores que obtuvieron más puntos:
| Posición              | 1.º | 2.º | 3.º | 4.º | 5.º | 6.º | 7.º | 8.º | 9.º | 10.º | 11.º | 12.º | 13.º | 14.º | 15.º | 16.º-30.º | 31.º-40.º |
| Clasificación general | 200 | 150 | 125 | 100 | 85  | 70  | 60  | 50  | 40  | 35   | 30   | 25   | 20   | 15   | 10   | 5         | 3         |

| 1.º  | Bauke Mollema      | Trek-Segafredo                  | 200 |
| 2.º  | Carlos Barbero     | Movistar                        | 150 |
| 3.º  | Manuel Belletti    | Androni Giocattoli-Sidermec     | 125 |
| 4.º  | Juanjo Lobato      | Nippo-Vini Fantini-Europa Ovini | 100 |
| 5.º  | Riccardo Minali    | Astana                          | 85  |
| 6.º  | Matteo Trentin     | Mitchelton-Scott                | 70  |
| 7.º  | Leonardo Basso     | Sky                             | 60  |
| 8.º  | Matthieu Ladagnous | Groupama-FDJ                    | 50  |
| 9.º  | Koen Bouwman       | LottoNL-Jumbo                   | 40  |
| 10.º | Kristian Sbaragli  | Israel Cycling Academy          | 35  |